# نیترواتان
نیترواتان (به انگلیسی: Nitroethane) با فرمول شیمیایی C۲H۵NO۲ یک ترکیب شیمیایی با شناسه پاب‌کم ۶۵۸۷ است. که جرم مولی آن ۷۵٫۰۷ g/mol می‌باشد.